# 니키타 패리스
니키타 조지핀 패리스(영어: Nikita Josephine Parris, 1994년 3월 10일 ~ )는 잉글랜드의 여자 축구 선수로 포지션은 공격수이다. 현재는 잉글랜드 FA 여자 슈퍼 리그의 아스널 소속으로 뛰고 있다.

## 경력 초반
패리스는 리버풀 근교에 위치한 톡스테스에서 태어났으며 2명의 형제, 쌍둥이 여동생과 함께 어머니 밑에서 성장했다. 패리스는 리버풀에 위치한 세인트 패트릭스 초등학교에 입학한 이후에 체육부에서 훈련을 받았는데 스코틀랜드의 여자 축구 선수인 줄리 플리팅처럼 뛰기를 원했다고 한다. 패리스는 집 근처 잔디밭에서 남자 아이들과 축구를 시작했고 16세가 될 때까지 남자 아이들과 계속 놀았다.
패리스는 11세 시절에 지역 사회에서 창단한 여자 축구단인 킹슬리 유나이티드에 합류했는데 그의 여동생과 2명의 사촌도 킹슬리 유나이티드에서 뛰었다. 패리스는 10세 시절에 에버턴의 모 말리 감독에 의해 영입되었고 14세 시절에 에버턴의 전문가 조직에 합류했다. 패리스는 리버풀에 위치한 벨러라이브 FCJ 가톨릭 칼리지에 재학했지만 2010년 9월에 6학년 교육을 받기 위해 전문 스포츠 대학인 카디널 히넌 카톨릭 고등학교로 전학을 가게 된다. 패리스는 나중에 리버풀에 위치한 존 무어스 대학교에서 스포츠 개발학과 과정을 졸업했다.

## 클럽 경력
패리스는 16세 시절이던 2010년 5월에 열린 아스널과의 원정 경기에서 후반전에 교체 출전하면서 에버턴 성인 팀에서 데뷔했다. 2010-11 UEFA 여자 챔피언스리그 시즌에서 5경기에 출전했으며 2011 FA 여자 슈퍼 리그(FA WSL) 시즌에서 3경기에 출전했다. 2012 FA 여자 슈퍼 리그 시즌에서는 10경기에 출전했는데 5경기에 선발 출전했다. 2013 FA 여자 슈퍼 리그 시즌에서는 11경기에 출전하여 6골을 기록했다. 2014 FA 여자 슈퍼 리그 시즌에서는 19경기에 출전하여 11골을 기록했으나 에버턴은 한 경기도 승리하지 못하고 FA WSL 2로 강등되었다. 그럼에도 불구하고 패리스는 2015 PFA 올해의 여자 청소년 선수 후보에 이름을 올렸고 WSL 올해의 팀에 선정되는 영예를 안았다.
패리스는 2015년 1월에 맨체스터 시티에 1시즌 동안 임대되었다. 패리스는 잉글랜드 여자 축구 국가대표팀에 합류하기 위해서는 FA WSL 1에서 출전해야 한다고 생각했기 때문에 2년 전에 에버턴을 떠났던 팀 동료인 토니 더건, 질 스콧과 재회하게 된다. 패리스는 2015 FA 여자 슈퍼 리그 시즌에서 13경기에 출전하여 4골을 기록했으며 맨체스터 시티는 9승 3무 2패로 정규 시즌 2위를 차지하면서 UEFA 여자 챔피언스리그 진출 자격을 획득하게 된다.
패리스는 2016년 1월에 맨체스터 시티와 2년 계약을 체결했다. 2016 FA 여자 슈퍼 리그 시즌에서는 16경기에 출전하여 1골을 기록했는데 맨체스터 시티는 13승 3무를 기록하면서 정규 시즌 우승을 차지하게 된다. 또한 2016 WSL컵 시즌에서는 결선 라운드 3경기에 출전하여 맨체스터 시티의 우승에 기여하게 된다. 패리스는 2016년 10월 6일에 열린 즈베즈다-2005 페름과의 32강전 경기에 출전하면서 UEFA 여자 챔피언스리그 무대에 데뷔했는데 맨체스터 시티는 해당 경기에서 2-0 승리를 기록했다. 패리스는 UEFA 여자 챔피언스리그 7경기에 출전했는데 맨체스터 시티는 올랭피크 리옹과의 준결승전에서 합계 2-3 패배를 기록하면서 탈락했다.
패리스는 2017 FA WSL 스프링 시리즈 시즌에서 6경기에 출전하여 3골을 기록했는데 맨체스터 시티는 2승 1무 1패를 기록하면서 5위를 차지했다. 패리스는 2016-17 FA 여자컵에서 맨체스터 시티의 우승에 기여했다. 2017-18 FA 여자 슈퍼 리그 시즌에서는 18경기 가운데 17경기에 선발 출전하여 11골을 기록했고 버밍엄 시티의 엘런 토니 화이트에 이어 2위를 차지했다. 맨체스터 시티는 정규 시즌에서 12승 2무 4패를 기록하면서 2위를 차지했고 2018-19 UEFA 여자 챔피언스리그 시즌 진출 자격을 획득하게 된다. 패리스는 2017-18 UEFA 여자 챔피언스리그에서 8경기에 출전하여 4골을 기록했으며 특히 LSK 크빈네르, 린셰핑과의 경기에서 각각 2골을 기록했다. 맨체스터 시티는 UEFA 여자 챔피언스리그에서 올랭피크 리옹과의 준결승전에서 합계 0-1 패배를 기록하면서 탈락했다.
패리스는 2019년 5월 11일에 맨체스터 시티를 떠날 때까지. 127경기에 출전하여 62골을 기록했다. 특히 리그에서 도움 25개를 기록했는데 이는 35개의 도움을 기록했던 캐런 카니에 이어 2번째로 많은 기록이다. 또한 잉글랜드 축구 기자 협회(FWA)가 선정한 2019년 올해의 여자 축구 선수로 선정되는 영예를 안았다.
패리스는 2017년 11월에 맨체스터 시티와의 계약을 2018-19 시즌까지 연장했다. 2018-19 FA 여자 슈퍼 리그 시즌에서는 19경기에 출전하여 19골, 7도움을 기록했는데 이는 시즌 전체 득점 순위 2위, 도움 순위 2위에 해당하는 기록이다. 맨체스터 시티는 14승 5무 1패를 기록하면서 아스널에 이어 정규 시즌 2위를 차지했다. 2018-19 FA 여자 리그컵에서는 맨체스터 시티의 결승전 진출에 기여했는데 맨체스터 시티는 승부차기 끝에 아스널을 누르고 우승을 차지했다. 또한 2018-19 FA 여자컵에서는 맨체스터 시티가 웸블리 스타디움에서 열린 결승전에서 웨스트햄 유나이티드를 누르고 우승을 차지하는 데에 기여했다. 2018-19 UEFA 여자 챔피언스리그에서는 아틀레티코 마드리드와의 32강전 2경기에 출전했으나 맨체스터 시티는 합계 1-3 패배를 기록하면서 탈락했다.
패리스는 2019년 6월 19일에 프랑스 디비지옹 1 페미닌 소속 여자 축구 클럽인 올랭피크 리옹과 3년 계약을 체결했다. 패리스는 2019년 8월 24일에 열린 올랭피크 드 마르세유와의 홈 경기에서 처음 출전하면서 첫 골을 기록했는데 올랭피크 리옹은 올랭피크 드 마르세유에 6-0 승리를 기록했다. 2020년 2월 23일에 열린 몽펠리에와의 홈 경기에서는 2골을 기록하면서 팀의 5-0 승리에 기여했다. 패리스는 2019-20 디비지옹 1 페미닌 시즌이 코로나19 범유행의 여파로 인하여 조기 종료될 때까지 15경기에 출전했는데 10경기에 선발 출전하여 8골을 기록했다. 올랭피크 리옹은 정규 시즌에서 14승 2무를 기록하여 1위를 차지하면서 2020-21 UEFA 여자 챔피언스리그 진출 자격을 획득했다.
패리스는 2019-20 UEFA 여자 챔피언스리그에서 6경기에 출전하여 4골을 기록했다. 하지만 파리 생제르맹과의 준결승전 경기에서 퇴장을 당하면서 결승전에 출전하지 못하게 되었는데 올랭피크 리옹은 파리 생제르맹을 1-0으로 누르고 결승전에 진출하게 된다. 올랭피크 리옹은 볼프스부르크와의 결승전 경기에서 3-1 승리를 기록하면서 우승을 차지하게 된다.
패리스는 2020-21 디비지옹 1 페미닌 시즌에서 20경기에 출전하여 13골을 기록했고 올랭피크 리옹은 정규 시즌에서 20승 1무 1패를 기록하면서 준우승을 차지했다. 패리스는 2021년 7월 2일에 아스널로 이적하면서 FA 여자 슈퍼 리그 무대에 복귀했다.

## 국가대표 경력
패리스는 2016년 6월 4일에 열린 세르비아와의 UEFA 여자 유로 2017 예선 홈 경기에서 교체 출전하면서 잉글랜드 여자 축구 국가대표팀에 데뷔했다. 패리스는 2016년 6월 7일에 열린 세르비아와의 UEFA 여자 유로 2017 예선 원정 경기에서 2골을 기록하면서 잉글랜드의 7-0 승리에 기여했다. 패리스는 네덜란드에서 열린 UEFA 여자 유로 2017 본선에 참가했다. 특히 포르투갈과의 조별 리그 경기에서 자신의 메이저 대회 첫 골을 기록하면서 잉글랜드의 2-1 승리에 기여했다. 잉글랜드는 조별 예선 3경기에서 3승으로 조 1위를 차지했고 프랑스와의 8강전 경기에서 1-0 승리를 기록하면서 준결승전에 진출했다. 잉글랜드는 네덜란드와의 준결승전 경기에서 0-3 패배를 기록하면서 탈락했다.
패리스는 2019년 FIFA 여자 월드컵 유럽 지역 예선에서 6골을 기록하면서 잉글랜드의 본선 진출에 기여했다. 패리스는 2017년 9월 19일에 열린 러시아와의 홈 경기에서 골을 넣은 다음에 대표팀 동료 선수들과 함께 마크 샘프슨 감독과 코칭 스태프가 에니올라 알루코에 대한 부당한 인종 차별 행위를 벌인 사실을 강하게 비판했고 마크 샘프슨은 경기가 끝난 다음에 잉글랜드 여자 축구 국가대표팀 감독 자리에서 물러나게 된다. 하지만 샘프슨은 잉글랜드 축구 협회의 결정이 부당 해고라며 법원에 소송을 제기했고 잉글랜드 축구 협회는 2019년 1월에 샘프슨에게 재정적 합의금을 지불하게 된다. 패리스는 2019년 3월 2일에 열린 미국과의 2019년 시빌리브스컵 경기에서 골을 기록했는데 잉글랜드는 미국과 2-2 무승부를 기록하면서 우승을 차지하게 된다.
패리스는 프랑스에서 열린 2019년 FIFA 여자 월드컵에 참가한 잉글랜드 여자 축구 국가대표팀 명단에 이름을 올렸는데 데이비드 베컴이 명단을 발표했다. 패리스는 스코틀랜드와의 조별 예선 1차전 경기에서 페널티킥골을 기록하면서 잉글랜드의 2-1 승리에 기여했다. 패리스는 아르헨티나와의 2차전 경기에서 페널티킥 키커로 나섰으나 아르헨티나의 바니나 코레아 골키퍼의 선방에 막혔다. 그럼에도 불구하고 잉글랜드는 아르헨티나에 1-0 승리를 기록했다. 패리스는 노르웨이와의 8강전 경기에서도 페널티킥을 실축했는데 잉글랜드는 노르웨이에 3-0 승리를 기록했다. 이에 필 네빌 잉글랜드 여자 축구 국가대표팀 감독은 대표팀 주장인 스테프 호턴에게 페널티킥 키커로 나서도록 지시했다. 하지만 호턴은 미국과의 준결승전 경기에서 페널티킥을 실축했고 잉글랜드는 미국에 1-2 패배를 기록했다. 잉글랜드는 2019년 FIFA 여자 월드컵을 4위로 마감했다.
패리스는 2021년 5월 27일에 2020년 도쿄 하계 올림픽에 참가할 영국 여자 축구 국가대표팀 명단에 이름을 올렸다. 영국은 2020년 도쿄 하계 올림픽 여자 축구 조별 예선 3경기에서 2승 1무로 조 1위를 차지했으나 8강전에서 연장전까지 가는 혈투 끝에 오스트레일리아에 3-4 패배를 기록하면서 탈락했다.

## 수상

### 클럽
맨체스터 시티
- FA 여자 슈퍼 리그 1회 우승 (2016)
- FA 여자컵 2회 우승 (2016-17, 2018-19)
- FA WSL컵 2회 우승 (2016, 2018-19)

올랭피크 리옹
- 디비지옹 1 페미닌 1회 우승 (2019-20)
- 쿠프 드 프랑스 페미닌 1회 우승 (2019-20)
- 트로페 데 샹피온 1회 우승 (2019)
- UEFA 여자 챔피언스리그 1회 우승 (2019-20)

### 국가대표
- 2019년 시빌리브스컵 우승

### 개인
- 2019년 FWA 올해의 여자 축구 선수 선정